# 오타 고스케 (1982년)
오타 고스케(일본어: 太田 康介, 1982년 10월 26일 ~ )는 일본의 전 축구 선수이다.

## 구단 경력
그는 2012년부터 2017년까지 J리그의 FC 마치다 젤비아, 츠바이겐 가나자와에서 활동하였다.